# Serinus flaviventris
Serinus flaviventris là một loài chim trong họ Fringillidae.